# Casa Palmeggiani
Das Casa Palmeggiani ist ein Palast aus dem 15. Jahrhundert im historischen Zentrum von Forlì in der italienischen Region Emilia-Romagna. Er liegt am Corso Giuseppe Garibaldi 131–135.

## Geschichte
Das Haus wurde im 15. Jahrhundert auf den Resten vorhergehender Gebäude errichtet, vermutlich auf denen von Wohngebäuden aus dem 12. Jahrhundert, die eingestürzt waren. Es stellt eines der auffälligsten Beispiele für die Architektur dieser Zeit in Forlì dar. Der Maler und Architekt Marco Palmezzano kaufte das Haus von einem gewissen Vesio Taroni da San Varano. Palmezzano wohnte zwar nie dort, aber ab 1539 gehörte es seinen Erben, den Palmeggianis.

## Beschreibung
Die Fassade aus Ziegelmauerwerk zeigt eine Vorhalle mit drei Jochen, gestützt von vier dicken Säulen: Ein Joch hat einen doppelten Korbbogen und die anderen beiden bestehen aus einem Paar hängender Bögen, die in der Mitte auf einem tropfenförmigen Kapitell aus dem Stein der Gegend, dem sogenannten „Spugnone“, verschmelzen und mit einer vierblättrigen Rose dekoriert sind. Die achteckigen Säulen sind etwa halb so hoch, wie ein Joch breit ist, und haben an ihren Spitzen abgeflachte Kapitelle mit Krägen. Die Decke der Vorhalle besteht aus Sparren mit Konsolen, die auf zwei langen Balken ruhen, die hinter den hängenden Bögen verborgen sind.
Die originalen Spitzbogenfenster wurden im Laufe des 18. Jahrhunderts zugemauert und durch rechteckige Fenster ersetzt.
Die Innenräume haben durch zahlreiche Umbauten, denen das Gebäude im Laufe der Jahrhunderte unterzogen wurde, ihre originale Charakteristik verloren.
Die Komplexität der angewandten Baulösungen lässt vermuten, dass an dem Bau ein sehr fähiger und fachkundiger Baumeister beteiligt war. Die Holzkonstruktion der Vorhallendecke bezeugt zusammen mit der Fassade darüber hinaus das hohe Entwicklungsniveau, das Forlì im 15. Jahrhundert in der zivilen Architektur erreicht hatte.